# Слободка (Городокский район)
Слободка (бел. Слабо́дка) — деревня в Городокском районе Витебской области Белоруссии. Входит в состав Бычихинского сельсовета.
Находится в 2,5 километрах к юго-востоку от деревни Лахи.

## Население
- 1999 год — 21 человек
- 2010 год — 5 человек [4]
- 2019 год — 2 человека[1]